# 딕 호건

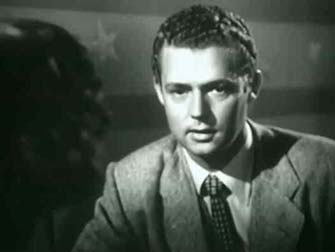

딕 호건(Dick Hogan, 1917년 11월 27일 ~ 1995년 8월 18일)은 미국의 배우, 사업가이다.
리틀록에서 태어났으며 리틀록에서 사망하였다.

## 영화
- 로프 (1948년)
- 미이라의 무덤 (1942년)
- 오케스트라 와이브즈 (1942년)
- 럭키 파트너 (1940년)
- 서브마린 패트롤 (1938년)